# Lamprolia
Lamprolia – rodzaj ptaków z rodziny satynek (Lamproliidae). 

## Rozmieszczenie geograficzne
Rodzaj obejmuje gatunki występujące w Fidżi na wyspach Taveuni i Vanua Levu.  

## Morfologia
Długość ciała 10–12 cm; masa ciała 10–21 g. 

## Systematyka
Rodzaj zdefiniował w 1874 roku niemiecki etnograf i przyrodnik Otto Finsch w artykule poświęconym nowemu rodzajowi i gatunkowi ptaka wróblowego z wysp Fidżi, opublikowanym w czasopiśmie Proceedings of the Zoological Society of London. Gatunkiem typowym jest (oznaczenie monotypowe) satynka fidżyjska (L. victoriae).

### Etymologia
Lamprolia: gr. λαμπρος lampros ‘genialny, wspaniały’; λειος leios ‘gładki, wypolerowany’.

### Podział systematyczny
Do rodzaju należą następujące gatunki:
- Lamprolia victoriae Finsch, 1874 – satynka fidżyjska
- Lamprolia klinesmithi E.P. Ramsay, 1876 – satynka lśniąca